# Рилски ревен
Рилският ревен (Rheum rhaponticum) е многогодишно тревисто растение от семейство Лападови, български ендемит и глациален реликт. Видът е включен в Червената книга на България и в Закона за биологичното разнообразие. Критично застрашен вид.
Растението е с дълги и дебели корени. Стъблото достига 1 – 1,5 m височина. То е голо и кухо. Приосновните листа са едри, достигат повече от 30 cm в диаметър и са с дълги дръжки. Долните и средни стъблови листа са с по-къси дръжки, а най-горните са дребни и приседнали. Съцветието представлява силно разклонена, пирамидална метлица. Цветовете са с бял или зеленикав 6-делен околоцветник. Плодът представлява трикрило орехче. Цъфти през юли – август, а семената узряват през август – септември. Размножава се със семена и вегетативно.
Видът е описан през 1753 г. от Карл Линей по материали с неизвестен произход. Близък е със срещащите се в Сибир видове Rheum orientale, Rheum compactium, Rheum altaicum, както и със средноазиатския вид Rheum wittrockii.
Рилският ревен обитава влажни тревисти и скалисти места край потоци върху силикатни и варовити терени в Рила. Популацията е фрагментирана, изградена от единични до няколко десетки индивиди, които заемат от 2 до 10 m2 площ.
Видът е разпространен в Северозападна и Средна Рила, на височина между 1700 и 2500 m.